# Novelo

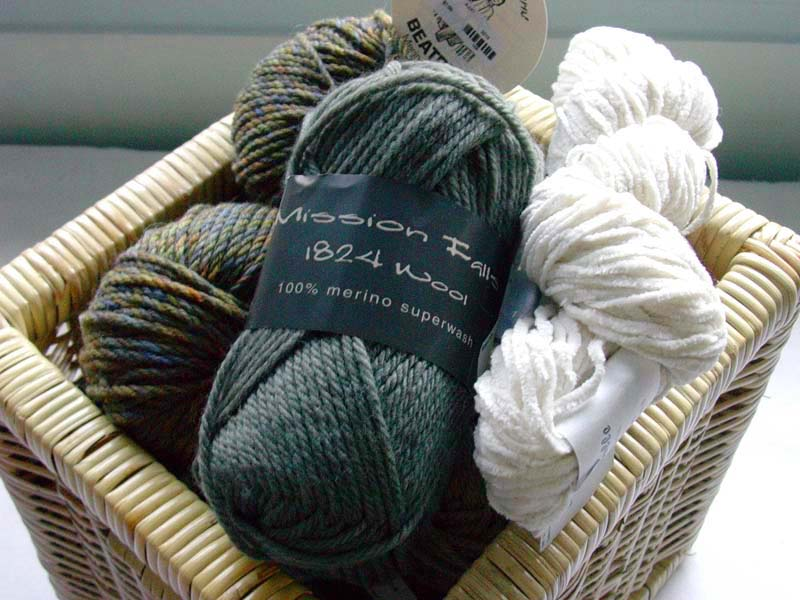
Novelos de lã

Novelo é um emaranhado de fios enrolados. São confeccionados com lã e, frequentemente, usados no tricô, ou outros diversos tipos de artesanatos.
Os novelos ficaram conhecidos popularmente por serem um objeto de diversão para gatos.

Geralmente, a lã utilizada no novelo é retirada da pelagem da ovelha, alpaca, ou o da vicunha.